# Maksymilian Nitsch

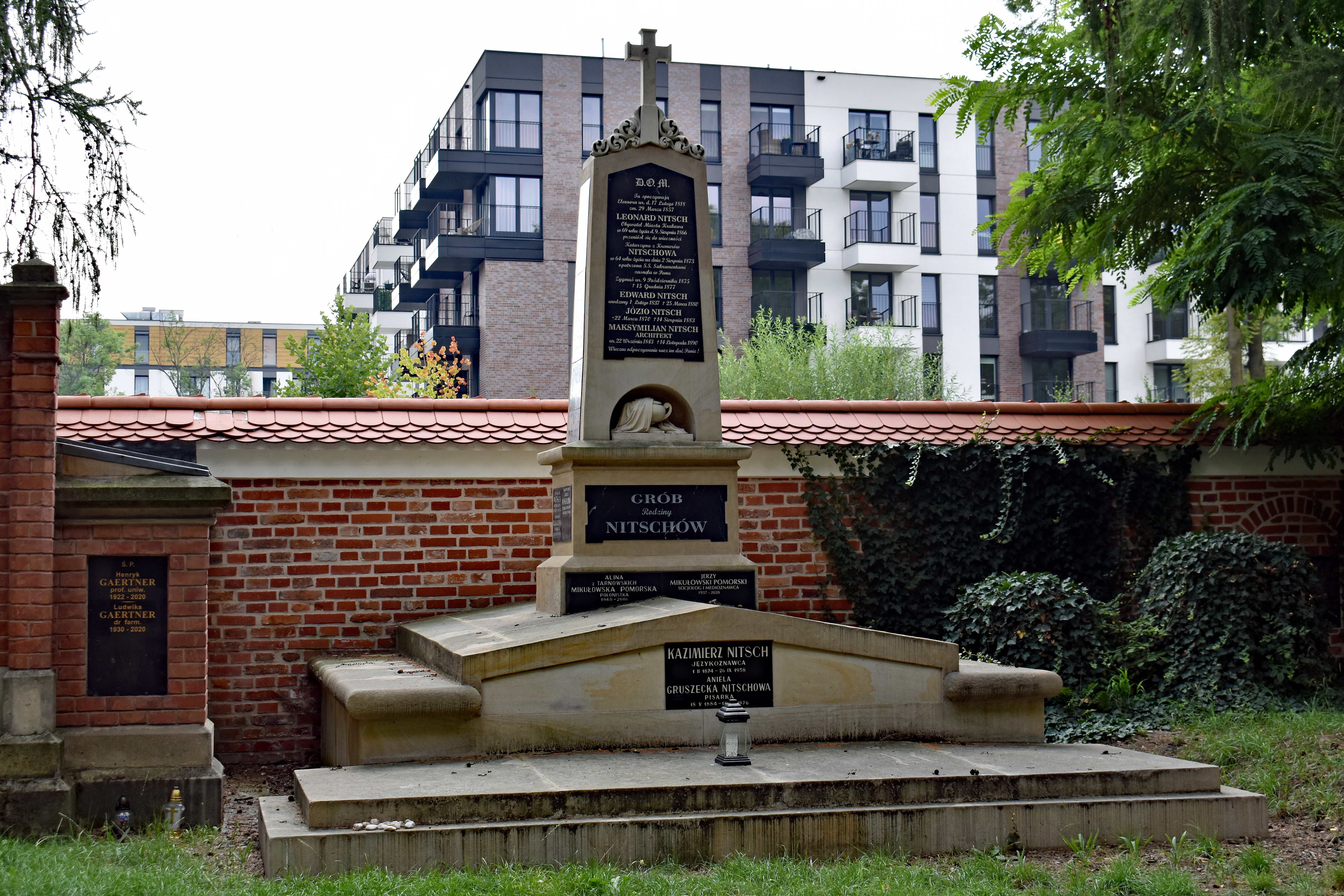
Cmentarz Rakowicki.
Grobowiec rodziny Nitschów.

Maksymilian Nitsch (ur. 22 września 1843 w Krakowie, zm. 14 października 1890 tamże) – polski architekt, przedstawiciel historyzmu i eklektyzmu, przedsiębiorca budowlany. Ojciec językoznawcy, prof. Kazimierza Nitscha (1874–1958).

## Życiorys
Studiował w Berlinie. W latach 1885–1887 pracował na zlecenie Hieronima Lubomirskiego budując pałac w Bakończycach
Wybrane projekty:
- Dom własny przy  ulicy Karmelickiej 36 z 1871 obecnie Hotel Maksymilian.
- kamienice czynszowe przy ul. Karmelickiej 37 i 41 i Dietla 51
- Dom pod Głowami (Kamienica Trembeckich) - dom Adama Trembeckiego z 1889, przy ul. Długiej 5
- wille przy  ul. św. Sebastiana 6 i 8
- Pałacyk Czarkowskich  przy  ul. Straszewskiego 21
- w latach 1873 - 1875  dla Marceliny i Aleksandra Czartoryskich przebudowywał na potrzeby miejskiej siedziby kamienicę przy  ulicy Sławkowskiej 5-7 obecnie Hotel & Palace Grand w Krakowie
- przebudowa pałacu Lubomirskich przy  ul. św. Jana 15
- Pałac Lubomirskich w Bakończycach

Pochowany został na cmentarzu Rakowickim w Krakowie.
Imieniem Kazimierza Nitscha uhonorowano jedną z ulic w Krakowie.

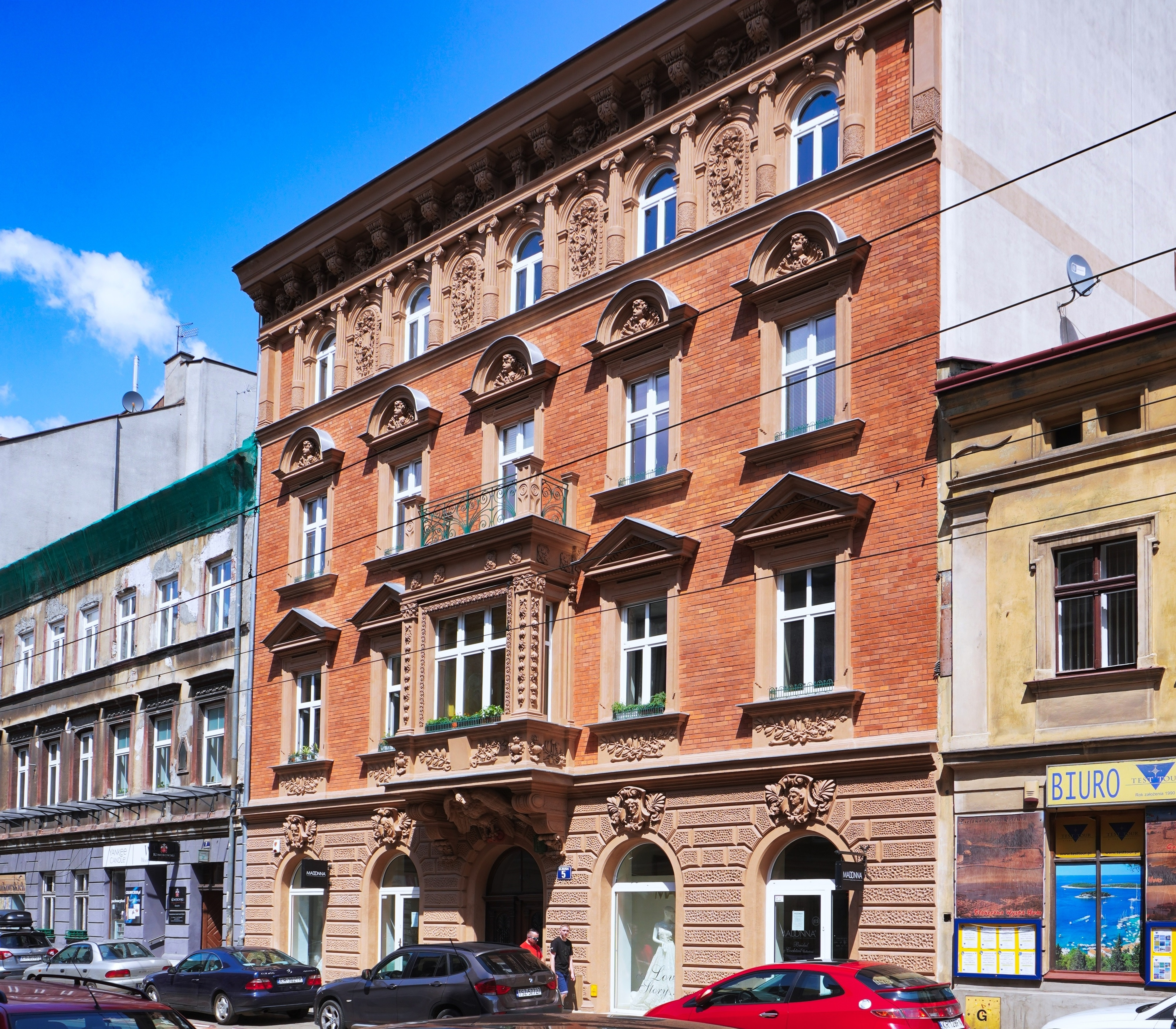
Dom Pod Głowami (1889), Kraków, ul. Długa 5
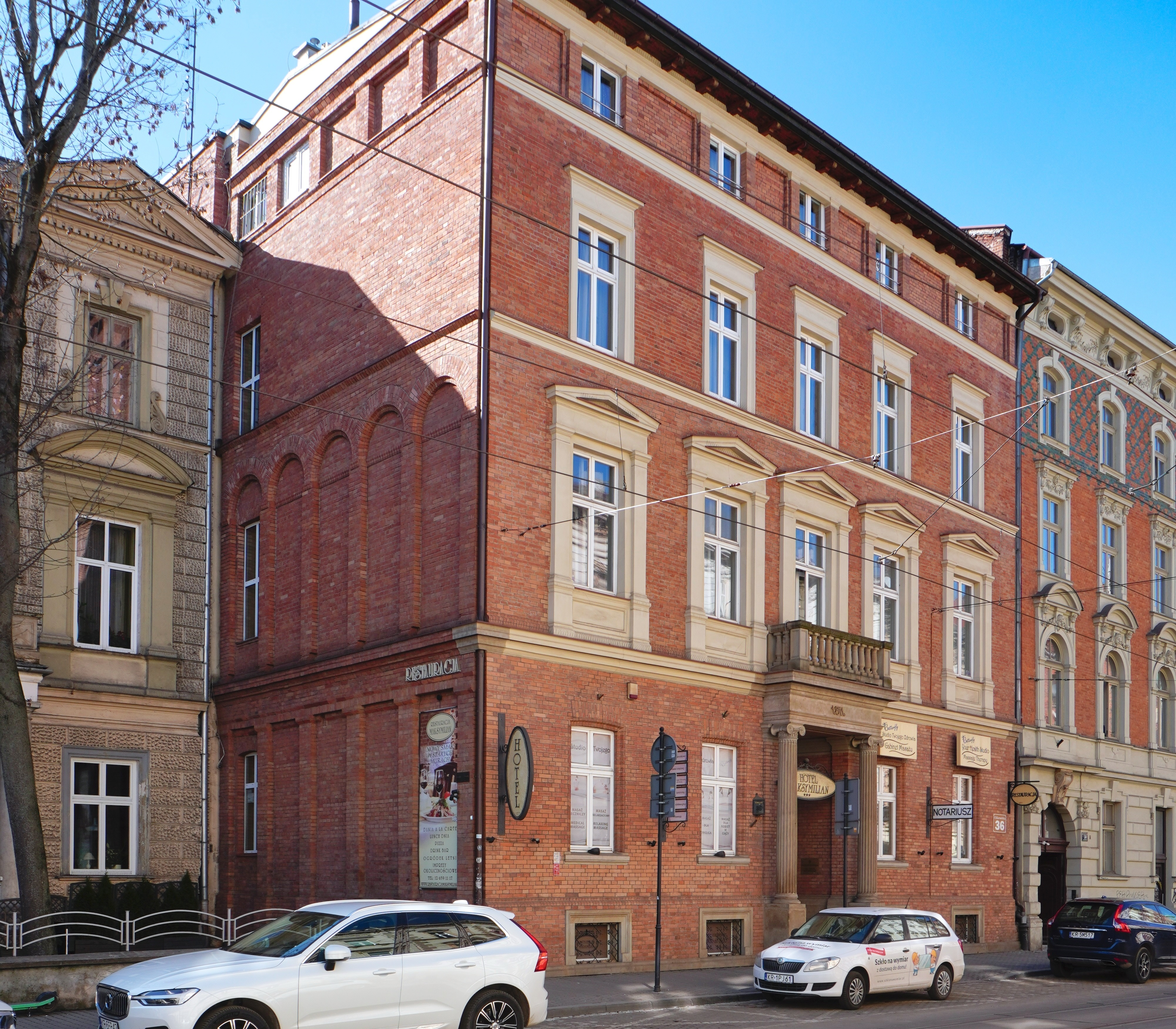
Kamienica, dom własny (1871), Kraków, ul. Karmelicka 36
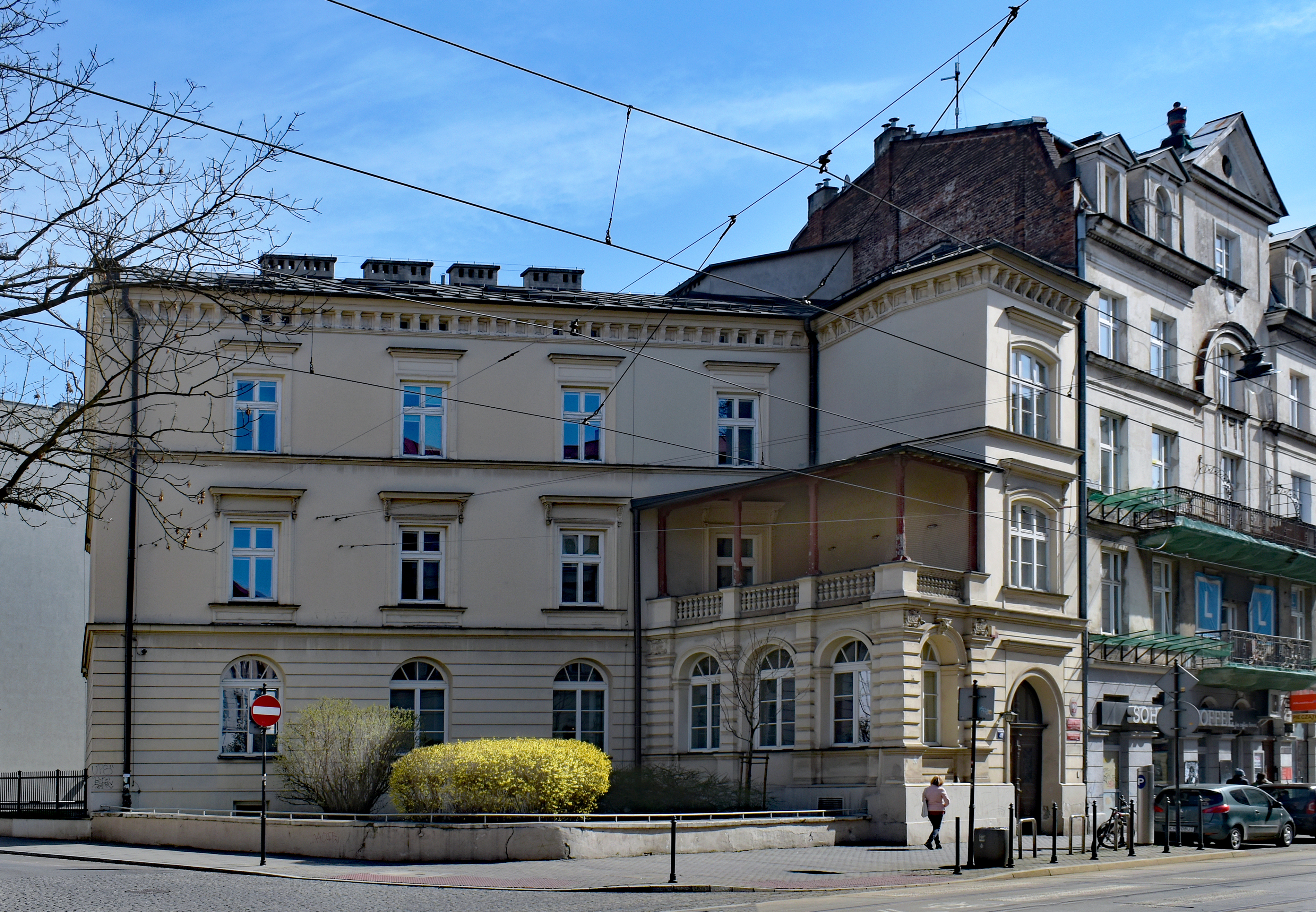
Dom (1871) Kraków ul. Karmelicka 41
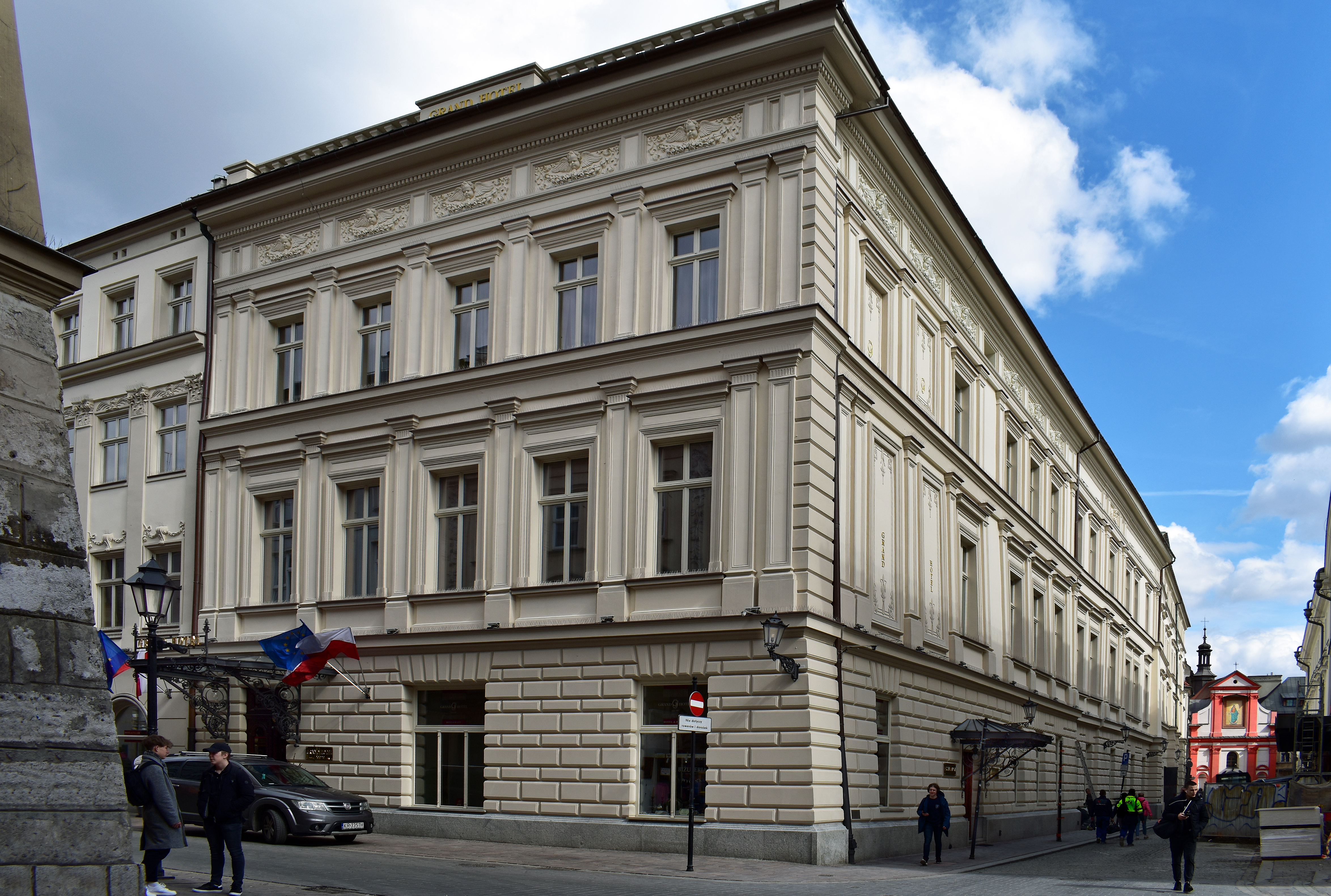
Grand Hotel (1874) Kraków ul. Sławkowska 5-7
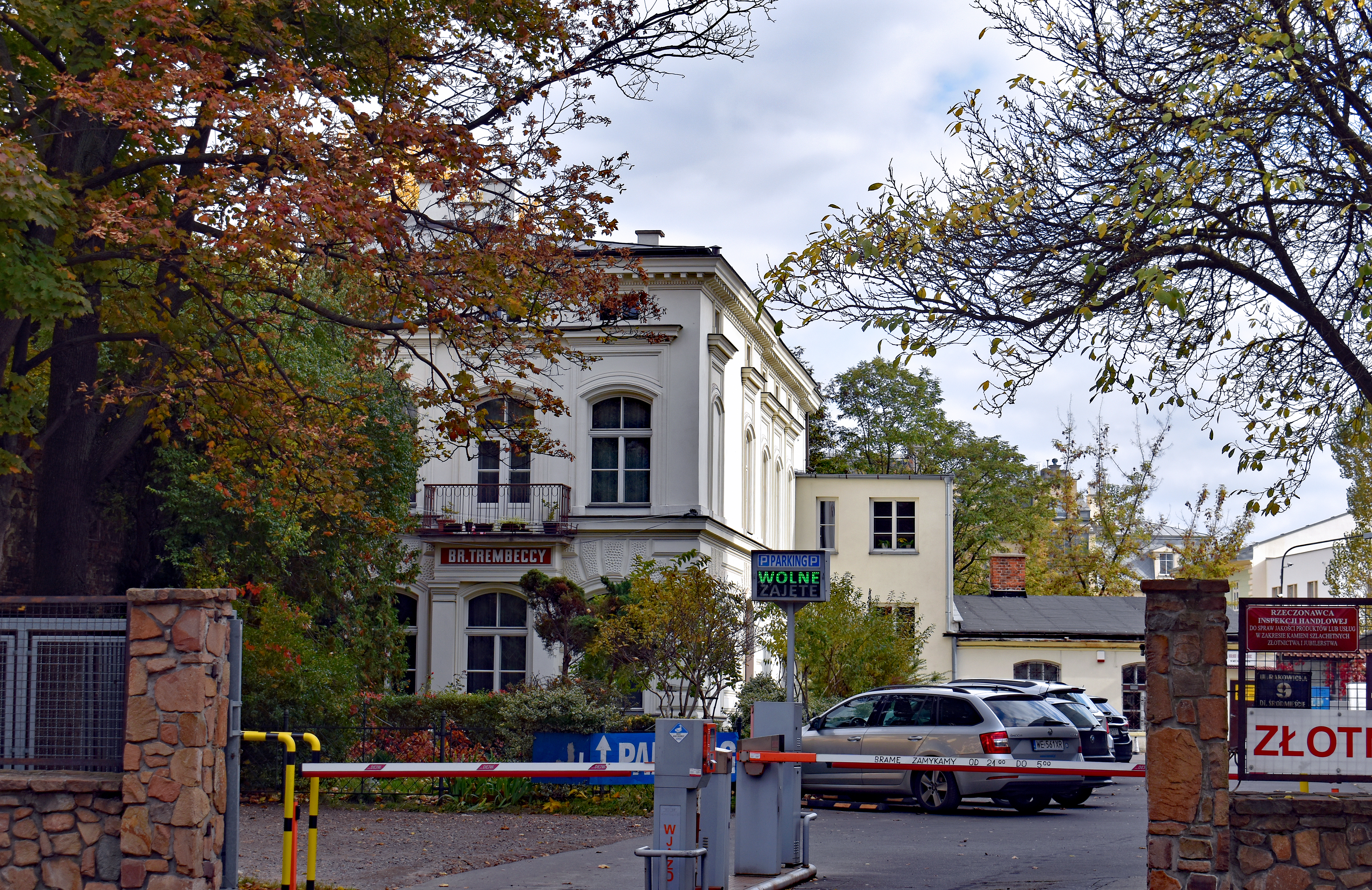
Dom i zakład kamieniarski Trembeckich (1875), Kraków, ul. Rakowicka 9
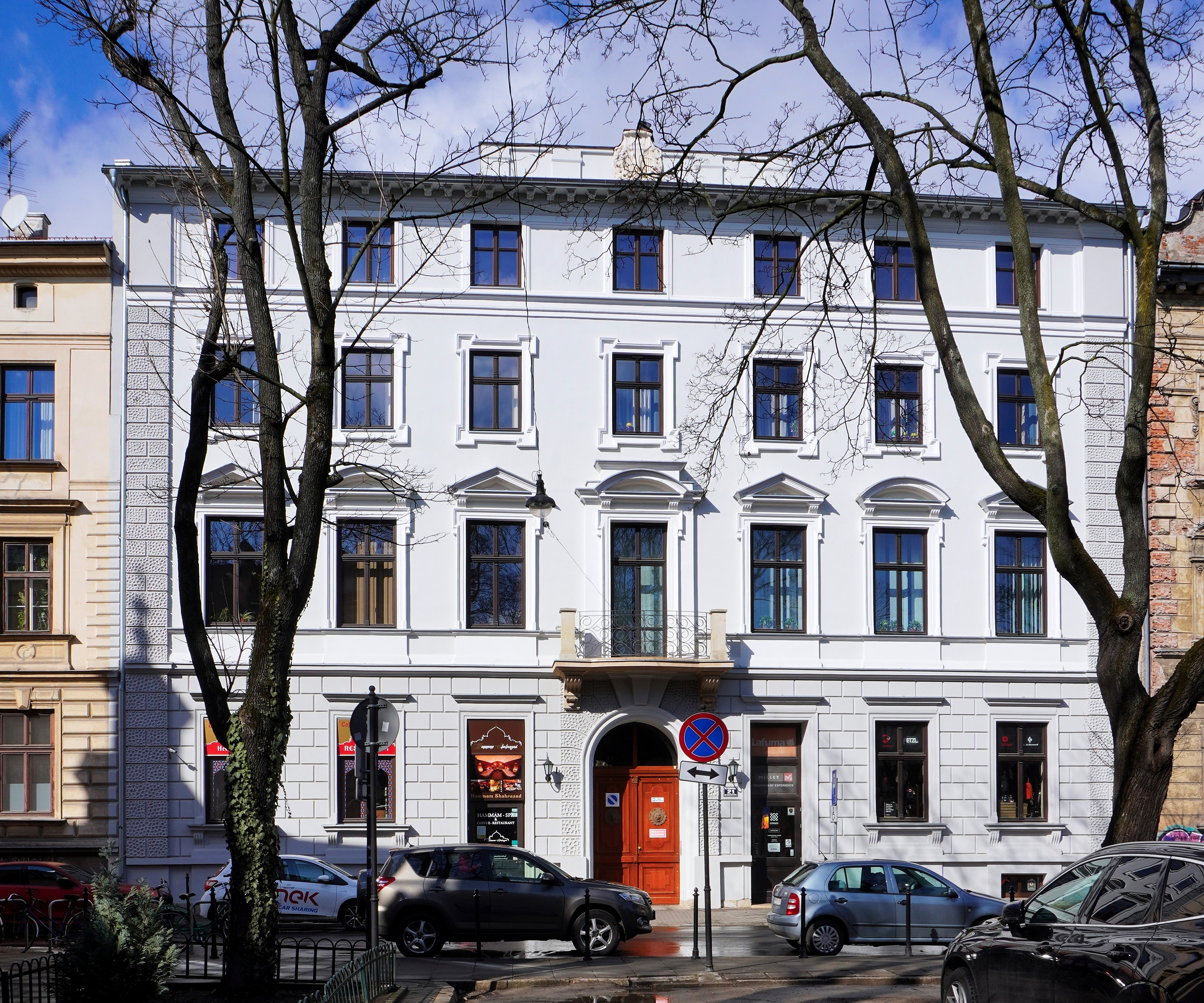
Kamienica (1877), Kraków, ul. Smoleńsk 21
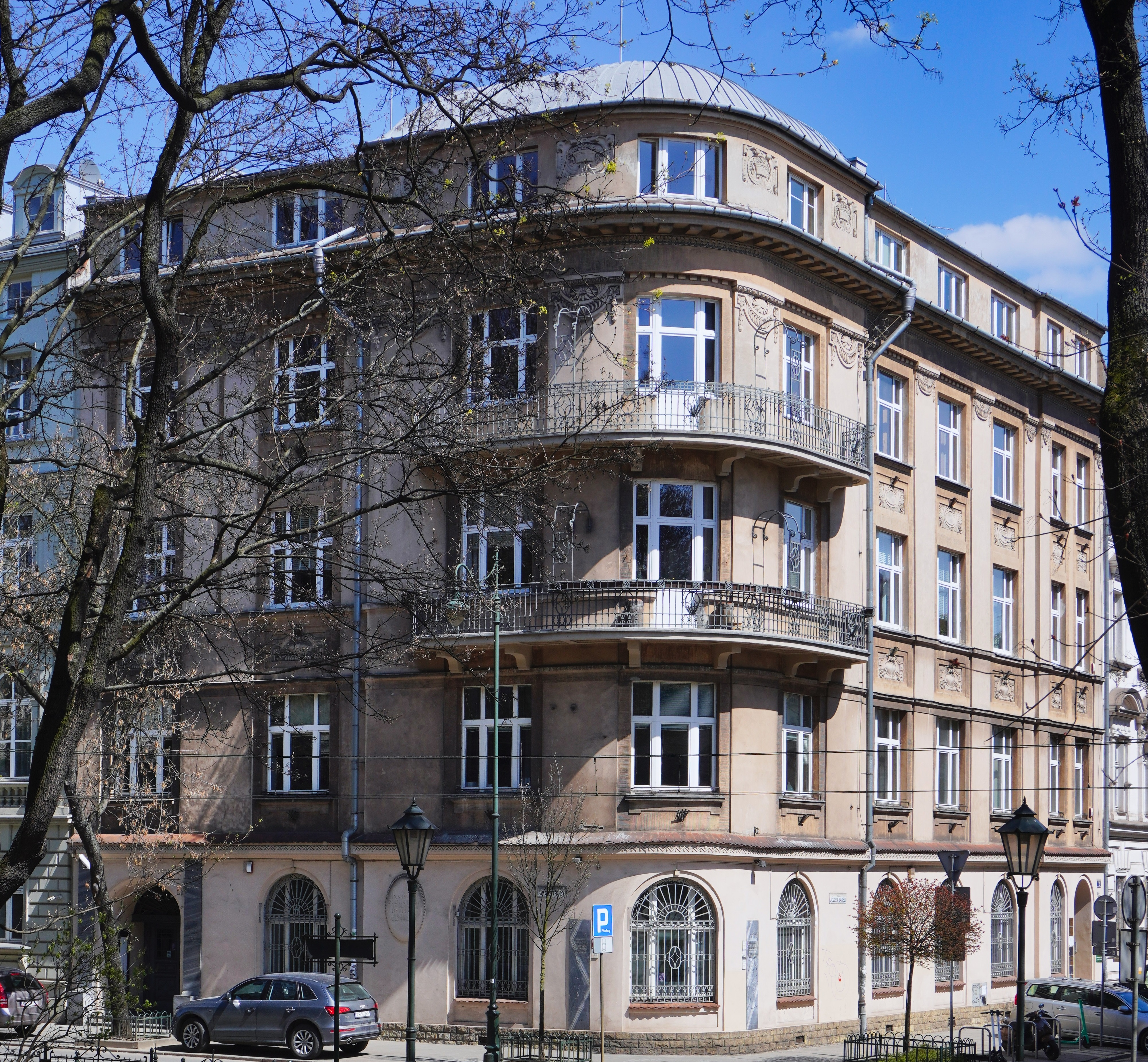
Kamienica, budynek banku i Instytutu Zootechniki UJ (1879), Kraków,  ul. św. Gertrudy 11
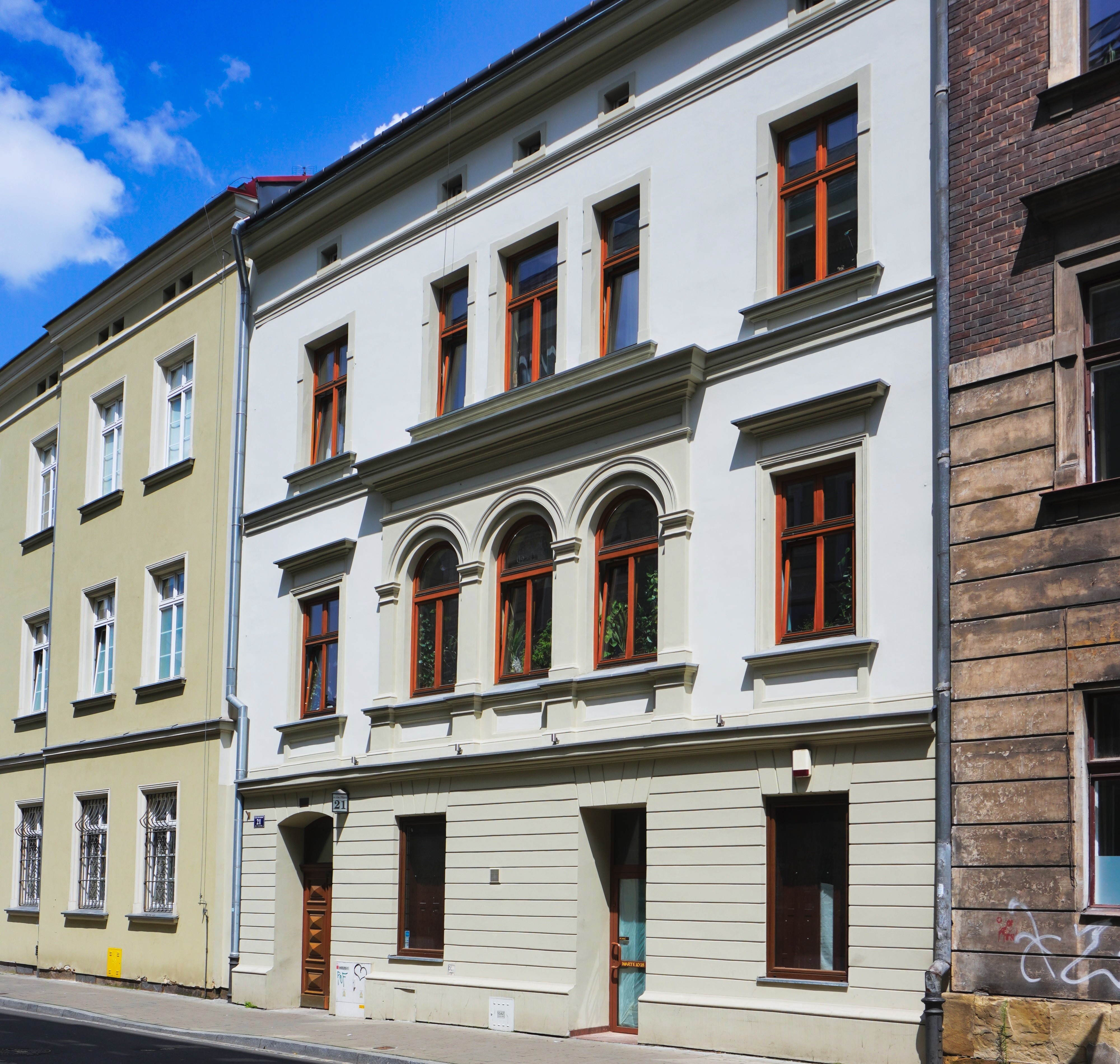
Kamienica (1874), Kraków,  ul. św. Filipa 21
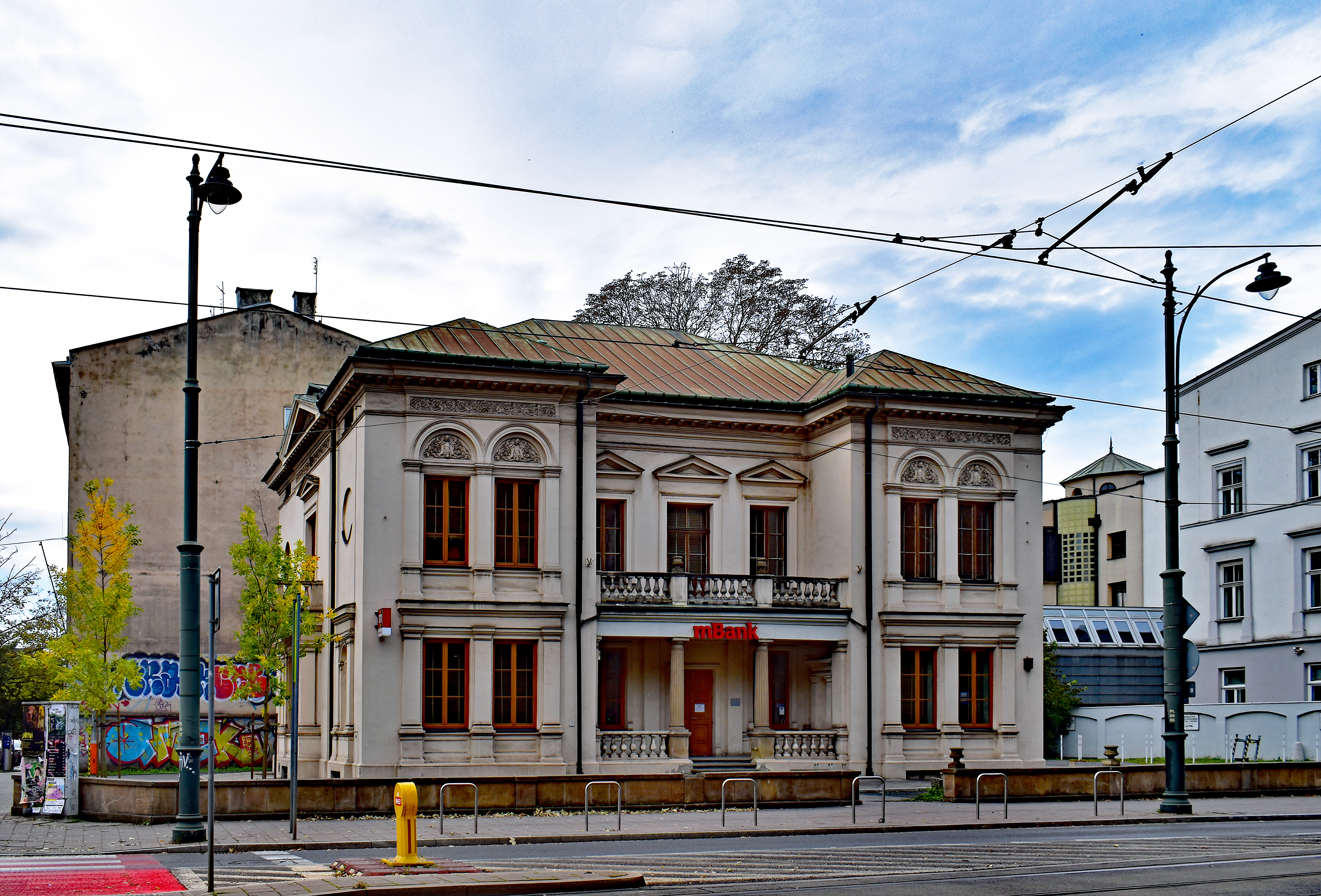
Pałacyk Czarkowskich (1876) Kraków ul. Straszewskiego 20
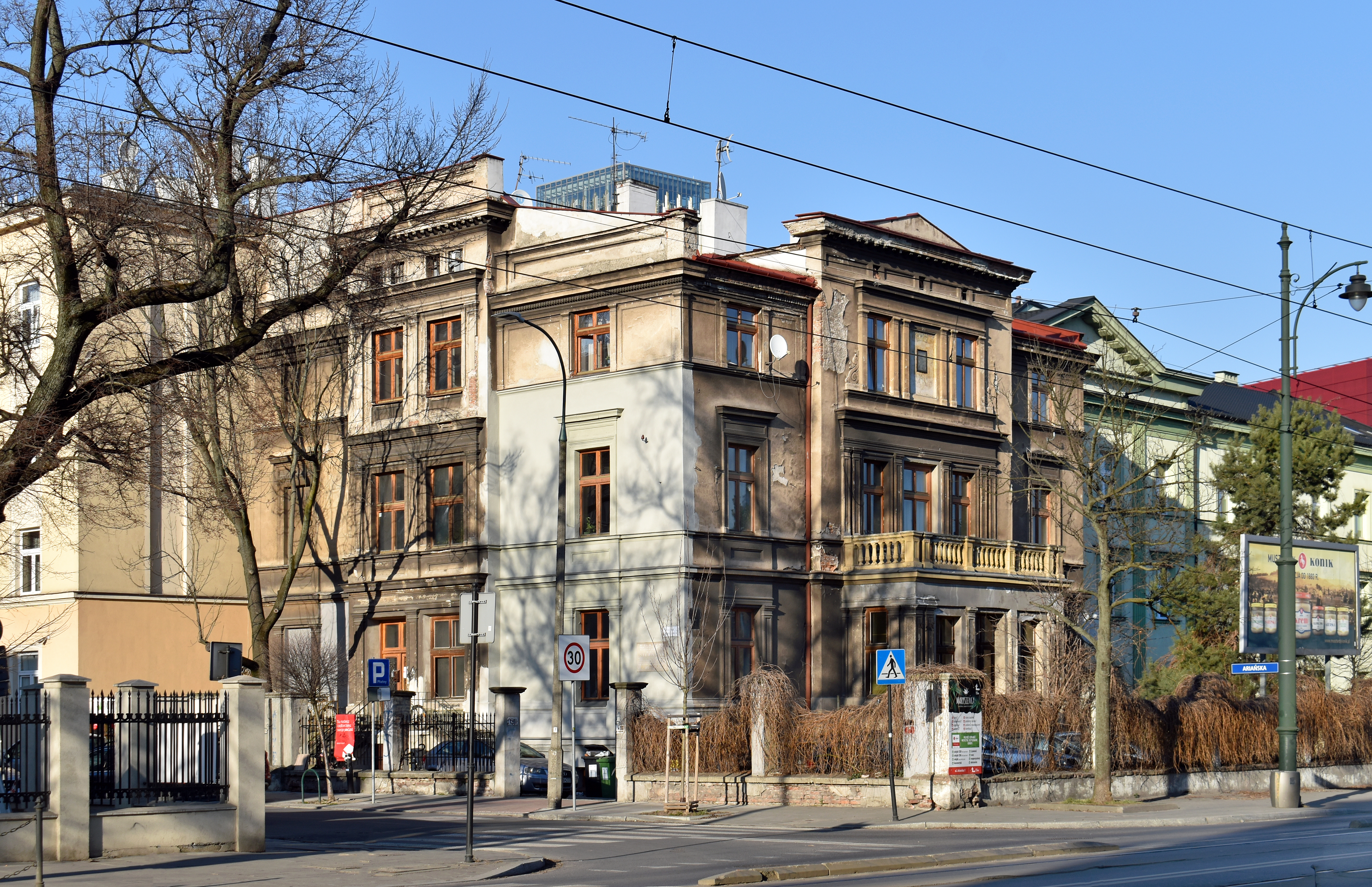
Willa Pod Matką Boską (1875) Kraków, ul. Lubicz 44
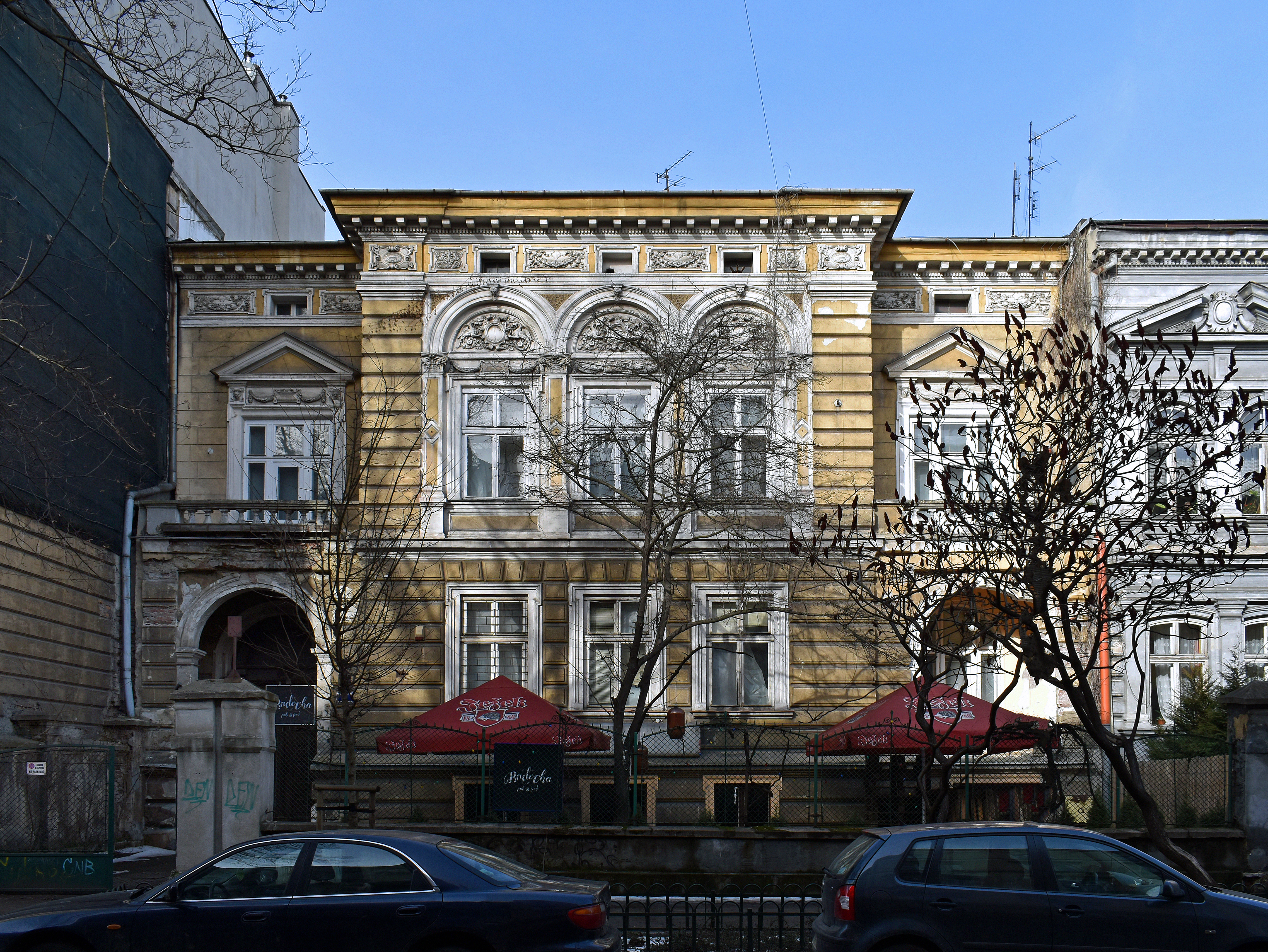
Willa (1883) Kraków ul. św. Sebastiana 6
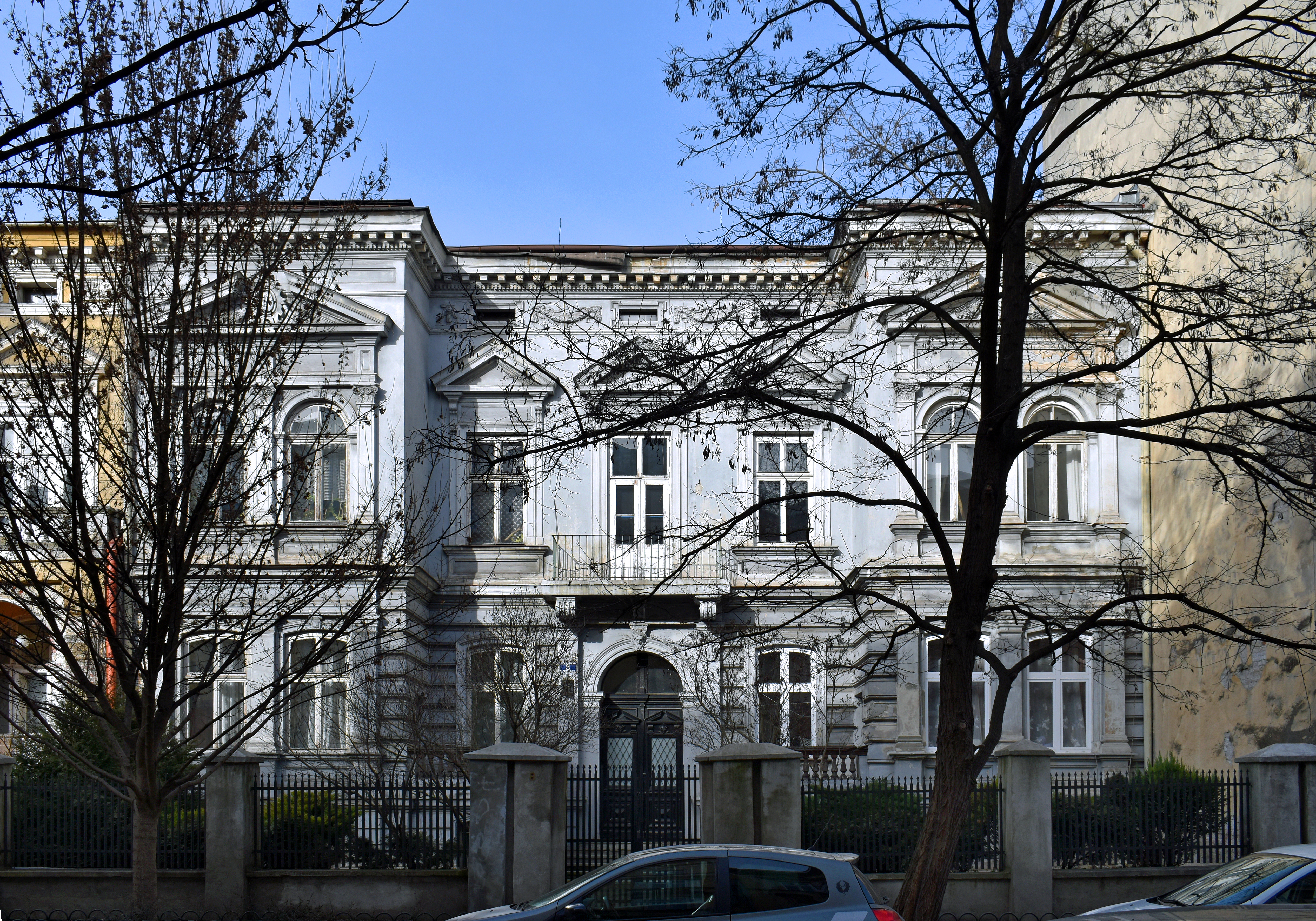
Willa (1883) Kraków ul. św. Sebastiana 8
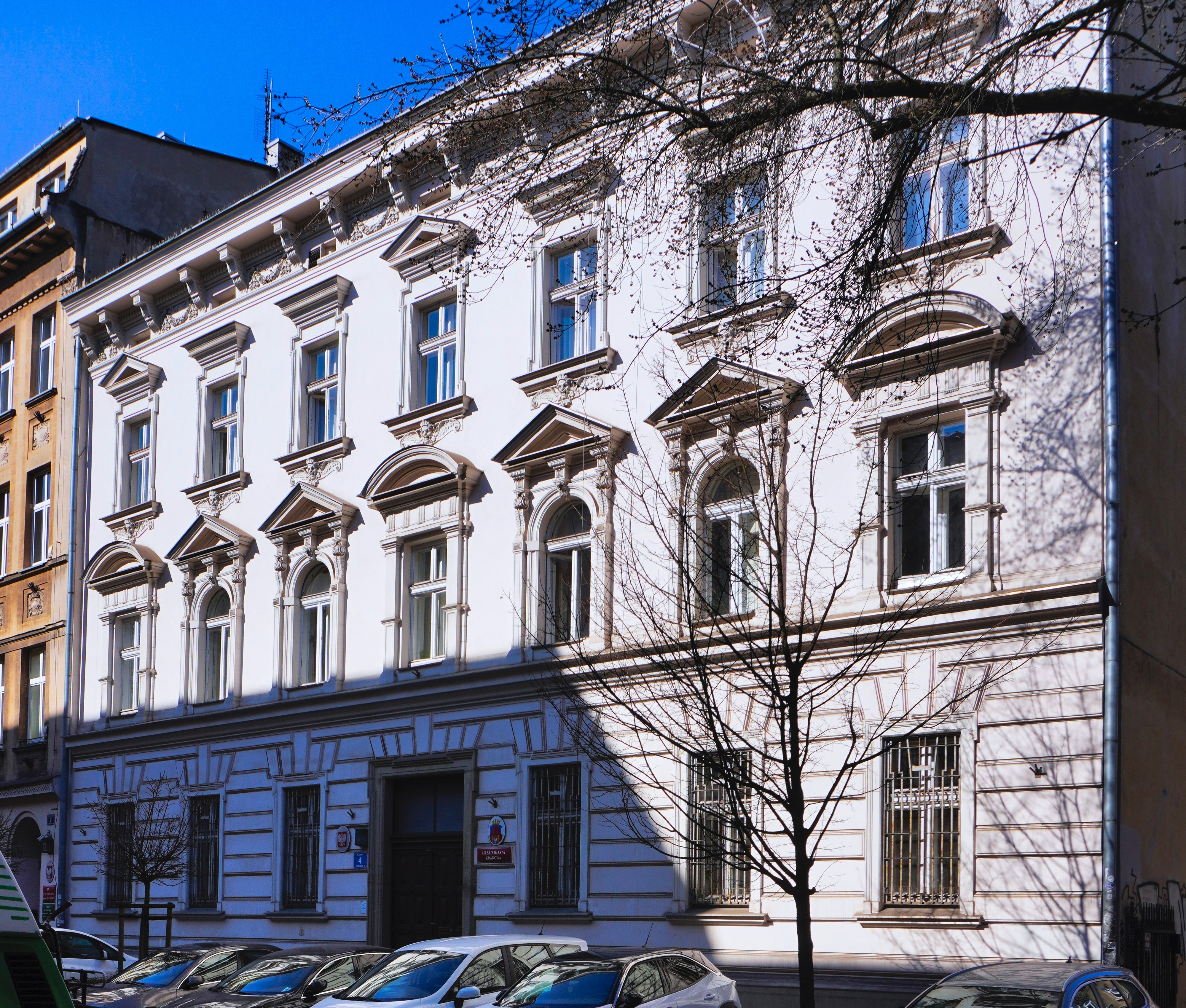
Kamienica (1888), Kraków, ul. Józefa Sarego 4
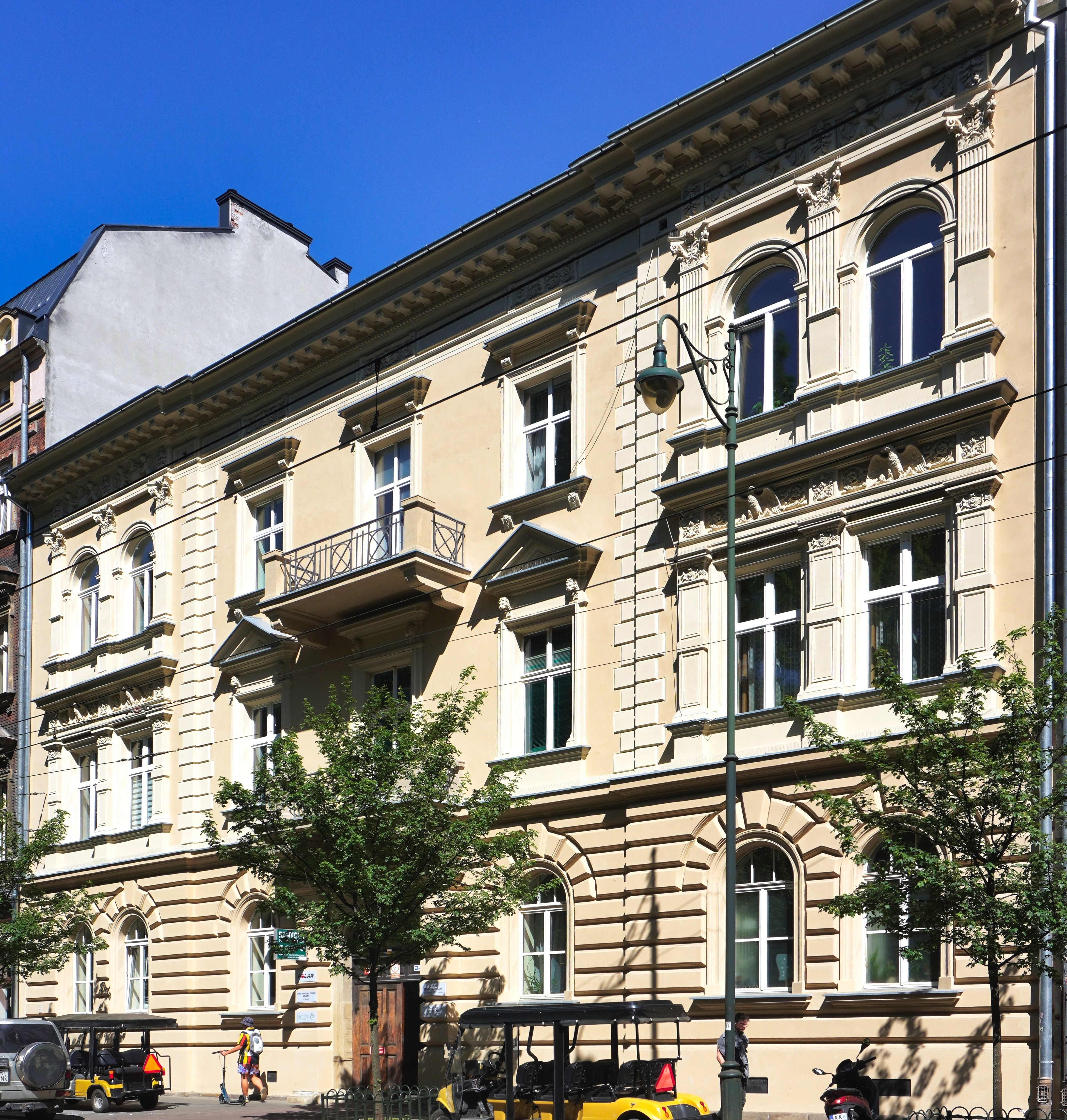
Kamienica (1887), Kraków, ul. św. Gertrudy 8
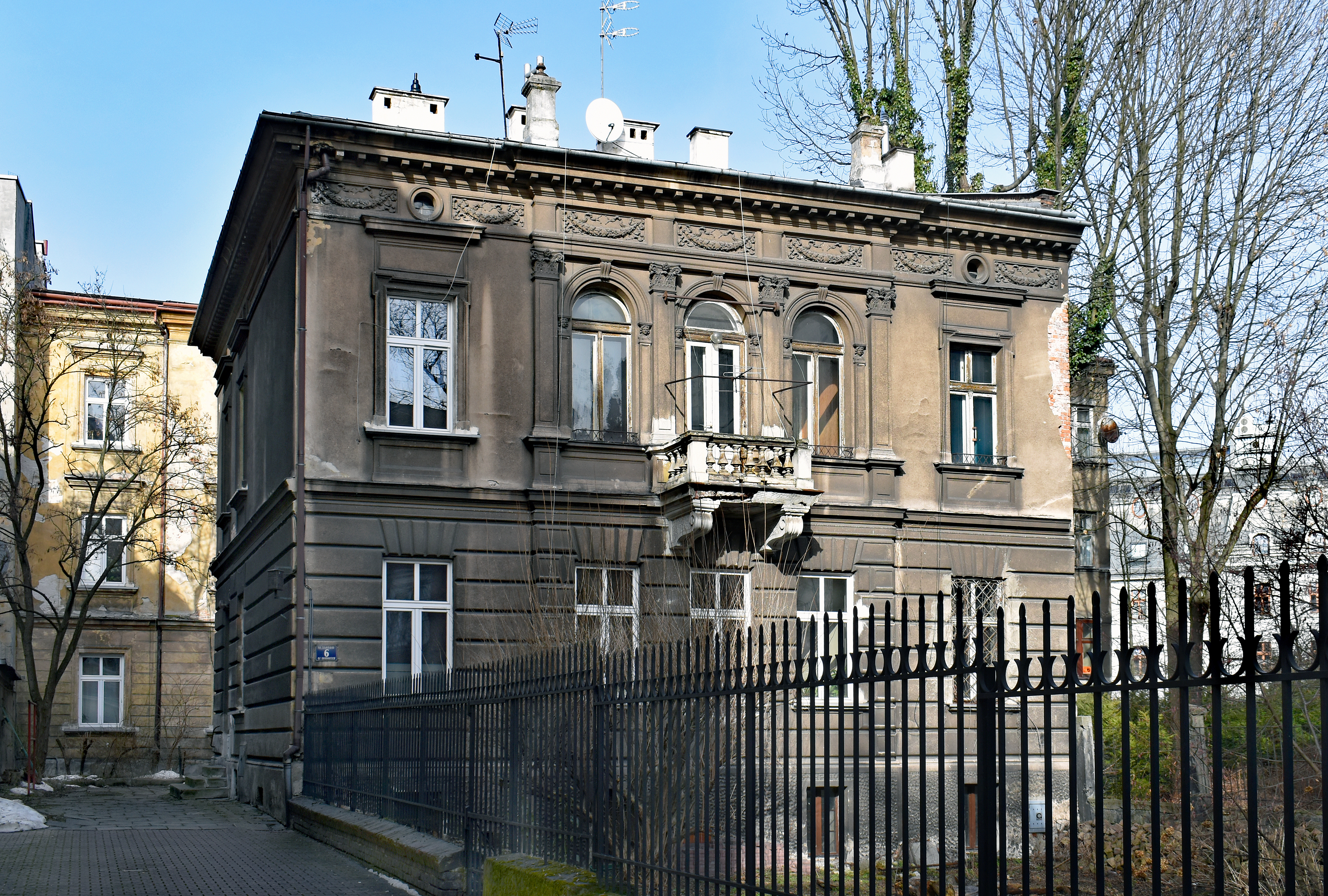
Willa (1889), Kraków, ul. Józefa Sarego 6

## Źródła
- Praca zbiorowa Zabytki Architektury i budownictwa w Polsce. Kraków, Krajowy Ośrodek Badań i Dokumentacji Zabytków, Warszawa 2007, ISBN 978-83-9229-8-1
- Praca zbiorowa Encyklopedia Krakowa, Wydawnictwo Naukowe PWN, Warszawa-Kraków 2000, ISBN 83-01-13325-2